# Anaïs de Raucou
Anaïs de Raucou, kallad Bazin, född den 26 januari 1797 i Paris, död där den 23 augusti 1850, var en fransk historiker.
Raucou var först militär, därefter advokat och ägnade sig sedan åt journalistik och historiska forskningar. Han författade en mängd historiska arbeten, bland vilka de främsta var Histoire de France sous Louis XIII (1837) och dess fortsättning Histoire de France sous le ministère du cardinal Mazarin (1842). 